# 二七市通り

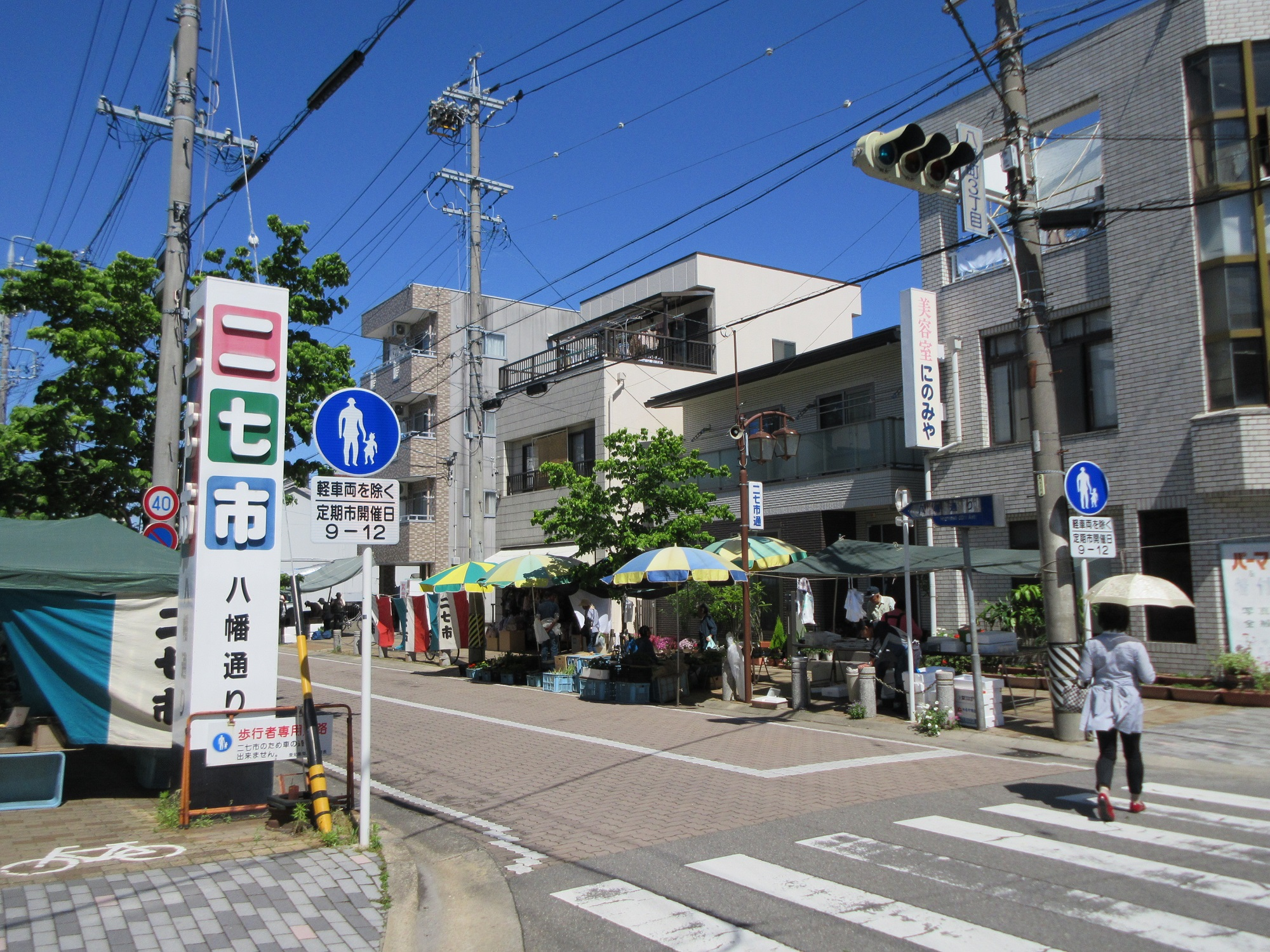
八幡通り（二七市通り）の東端

二七市通り（ふないちどおり）とは、愛知県岡崎市八幡町の岡崎市道八幡町2号線で催される朝市の通りである。また、二七市通りは「八幡通り」とも呼ばれている。

## 概要
八幡町の二七市は、福岡町の三八市などとともに、岡崎市を代表する定期市であり、岡崎観光きらり百選に選定されている。二七市は毎月下一桁の数字が2と7のつく日（2日・7日・12日・17日・22日・27日）に八幡通りで催される。
その起こりは戦後の闇市に始まる。第二次世界大戦中、岡崎空襲により岡崎市中心部の商店街の多くが焼失。終戦後、東岡崎駅前から明大寺町にかけての通りに集まった闇商人が、交通の障害になる状況にあったため八幡町に移された。それらを母体に誕生した中央マーケットが、1952年に康生町のたつき百貨店と本町の中央マーケットに分かれて再移転した後に、八幡町に人を集める手段として八幡町発展会が露天商組合と共同で、1955年12月12日から2と7の日に市を出したことから二七市が始まる。
岡崎市内のみならず遠方からも露天商がやってきて出店し、青果や乾物などの食料品のみならず、衣料品や植木なども扱われた。1971年からは二七市開催日は岡崎警察署長の交通規制によりいわゆる歩行者天国になった。
1955年の初市以来開催され続け、2006年3月に二七市50周年を記念して、八幡町1丁目交差点北西角へ「結びつきの碑」のモニュメントが建てられた。このモニュメントに表現される風になびく二つの帯が中央の玉に結びつくイメージは、二七市に集まる人びとの素朴な出会いと結びつきを表現している。
二七市通り（八幡通り）の歩道と車道はすべてレンガ敷きであり、見た目にも当該区間が二七市の通りであることが分かる。中央線や停止線などもレンガで作られている。

## 交通規制
- 二七市開催日は岡崎警察署長により下記の交通規制が実施される（八幡町発展会二七市部会のボランティアの方々が保安柵・カラーコーン・コーンバー等により活動する）。
  - 区間：岡崎市道八幡町2号線の本町3丁目交差点から八幡町3丁目交差点まで
  - 規制内容：歩行者専用（自動二輪車・原付や自転車は降りて手押しで歩くこと。自動二輪車・原付はエンジンを停止させること）
  - 規制時間帯：09:00-12:00の間（二七市が終わるまで）
- 平常時は、最高速度40km/時、駐車禁止の交通規制。

## 別名
- 八幡通り（岡崎市）
- 二七市通り（岡崎市）

## 接続する路線
- 本町通り（岡崎市：本町3丁目交差点）
- 市民会館通り（岡崎市：八幡町3丁目交差点）

## 沿線・周辺
- 昔からの商店が多数。

## 参考
- 『新編岡崎市史20（総集編）』（新編岡崎市史編さん委員会）